# Fermentibacillus polygoni
Fermentibacillus polygoni ist eine Bakterienart. Das Bakterium wurde aus der für die Herstellung des Farbstoffes Indigo produzierten Fermentationsflüssigkeit isoliert. Es ist die einzige Art der Gattung Fermentibacillus (Stand August 2024).

## Merkmale
Die Zellen sind gerade Stäbchen, die auch leicht gekrümmt sein können. Diese stäbchenförmige Form ist typisch für viele Bakterien der Familie der Bacillaceae. Die Größe der Zellen reicht von 0,6 bis 1,0 μm in der Breite und 1,3 bis 2,5 μm in der Länge. Fermentibacillus polygoni ist Gram-positiv, was darauf hindeutet, dass es eine dicke Peptidoglykanschicht in seiner Zellwand hat, die die bei der Gram-Färbung verwendete Kristallviolettfärbung zurückhält.
Die Zellen sind beweglich und besitzen ein Paar subpolarer Geißeln. Die Zellen vermehren sich durch normale Zellteilung. Fermentibacillus polygoni produziert ellipsoide Endosporen, die sich in der subterminalen bis zentralen Position innerhalb der Zellen befinden.

## Stoffwechsel
Ähnlich wie andere Vertreter der Familie Bacillaceae, wozu Fermentibacillus polygoni gestellt wird, wächst F. polygoni auf gewöhnlichen Nährböden wie z. B. LB-Medium (auch als Luria-Bertani-Medium bezeichnet). Hierbei toleriert es pH-Werte von über 7,5 sowohl unter aeroben Bedingungen als auch unter Sauerstoffausschluss (anaeroben Bedingungen). Die Bakterienart ist also fakultativ anaerob. Der optimale pH-Wert für das Wachstum liegt bei 9 oder 10. Das Bakterium bevorzugt somit alkalische Umgebungen, es ist fakultativ alkaliphil. Fermentibacillus polygoni reduziert Nitrat, was darauf hindeutet, dass es Nitrat als Stickstoffquelle nutzen kann.

## Chemotaxonomie
Menachinon-7 (MK-7) ist das wichtigste Chinon, und das Peptidoglykan der Zellwand enthält meso-DAP. Die häufigsten Fettsäuren sind anteiso-C15:0 (anteiso-Pentadecansäure) und iso-C15:0 (iso-Pentadecansäure). Die polaren Lipide innerhalb der Membran bestehen aus Phosphatidylglycerin, Phosphatidylethanolamin und Diphosphatidylglycerin.

## Systematik
Fermentibacillus polygoni wurde 2016 zuerst beschrieben. Es zählt zu den Bacillaceae, eine Familie der Bacillota (früher als Firmicutes bezeichnet).
Polygonibacillus indicireducens und Paralkalibacillus indicireducens weisen hohe Ähnlichkeiten in den 16S rRNA-Gensequenzen auf. Diese ebenfalls alkiphilen Bakterienarten sind also nah verwandt mit P. indicireducens. Weitere nah verwandte Arten sind Bacillus subtilis (Typusart der Gattung Bacillus) und Anaerobacillus arseniciselenatis (Typusart der Gattung Anaerobacillus).
Der Gattungsname setzt sich zusammen aus dem lateinischen Wort „fermenti“, was so viel wie Gärungsprozess bedeutet, und „bacillus“, lateinisches Wort für kleines Stäbchen. Fermentibacillus bedeutet also so viel wie „Stäbchen im Gärungsprozess“. Der Artname F. polygoni bezieht sich auf die Pflanze Polygonum tinctorium, welche für die Herstellung der Indigo-Flüssigkeit genutzt wird.

## Ökologie
Fermentibacillus polygoni wurde bei der Herstellung vom Indigo-Farbstoff isoliert.
Indigo wird durch einen Fermentationsprozess hergestellt, bei dem das sogenannte Sukumo verwendet wird, das aus kompostierten Blättern des Färberknöterichs (Polygonum tinctorium) besteht. Diese Mischung wird mit erhitztem Holzascheextrakt kombiniert, um eine Indigo-Fermentationsflüssigkeit zu erzeugen. Die Fermentationsflüssigkeit ist hoch alkalisch (pH-Werte > 10,5). Die Kultivierung von Indigo-reduzierenden Bakterien ist mit herkömmlichen Methoden schwierig. Von daher wurde ein Medium, das ebenfalls Indigo-Fermentationsflüssigkeit enthielt, für die erste Isolierung und Aufzucht genutzt. Nach der anfänglichen Isolierung wurden die beobachteten Kolonien auf Medien mit hohem pH-Wert übertragen, wie z. B. Pepton-Hefeextrakt-Glukose-Medium, das Pepton, Hefeextrakt, D-Glucose und Agar enthält. Dieses Medium ist auf einen pH-Wert von mehr als 10 eingestellt, was das Wachstum von alkaliphilen Bakterien wie Fermentibacillus begünstigt.
Obwohl anaerobe alkalische Umgebungen in der Natur nicht häufig vorkommen, gibt es Lebensräume, in denen anaerobe Alkaliphilen gedeihen, z. B. in Böden, alkalischen Sodaseen und im Darm von Termiten.

## Web
- BacDive
- LPSN